# Emilio Marcos Vallaure
Emilio Marcos Vallaure (Cayés, 1941) es un investigador y político autonómico español. Consejero de Cultura y Deporte del Principado de Asturias, director del Museo de Bellas Artes de Asturias, director general del Patrimonio Artístico de la Consejería de Cultura y Deportes del Consejo Regional de Asturias (1979-1980) y miembro de la Comisión Provincial del Patrimonio Histórico-Artístico de Asturias (1980-1982). Asimismo, ha desarrollado una amplia tarea en las colecciones de arte asturiano de la Editorial Everest (entre 1966 y 1976).
Es miembro correspondiente en España de la Real Academia de la Historia desde 1993 y de la Real Academia de Bellas Artes de la Purísima Concepción desde 2008.

## Biografía
Nacido en Cayés, perteneciente al concejo asturiano de Llanera.
Marcos Vallaure se licenció en Derecho por la Universidad de Oviedo en 1963, y cursó estudios de Filosofía y Letras, sección de Historia y de Filología en la misma Universidad. Desde 1962 ha gestionado la secretaría del “Tabularium Artis Asturiensis”, institución privada dedicada al estudio del Arte y Arqueología asturianas.
Fue el encargado de la recuperación y catalogación de cuadros para el Museo de Bellas Artes de Asturias, para lo que contó con la ayuda de Toto Castañón. Durante su función directiva en el Museo de Bellas Artes de Asturias a lo largo de más de treinta años, promovió cerca de 300 exposiciones, colaborando en los textos de sus catálogos y publicaciones junto con otros autores.
Académico de tres instituciones, la Real Academia de la Historia, de Madrid, la Academia de Bellas Artes de Valladolid y la Real Academia Catalana de Bellas Artes, se jubiló de su puesto de conservador en el Museo de Bellas Artes de Asturias en el verano de 2012. Está considerado como un especialista en cultura asturiana.

## Selección de publicaciones
- Notas para el estudio del arte en León, con José Javier Rivera Blanco, Fernando Llamazares Rodríguez, María Cristina Rodicio Rodríguez; Tierras de León: Revista de la Diputación Provincial, ISSN 0495-5773, Vol. 15, números 22 y 23, 1975, pags. 13-38 y pags. 13-42;
- Notas para el estudio del arte en León (III), con Fernando Llamazares Rodríguez, José Javier Rivera Blanco y María Cristina Rodicio Rodríguez; Tierras de León: Revista de la Diputación Provincial, ISSN 0495-5773, Vol. 17, n.º 26, 1977, pags. 31-38;
- Descripción de varios mármoles, minerales y otras diversas producciones del Principado de Asturias y sus inmediaciones, con Joaquín José Queipo de Llano y Valdés Toreno, Oviedo, Biblioteca Popular Asturiana, 1978. ISBN 84-600-1247-6

(Para un catálogo más exhaustivo se pueden consultar los enlaces referenciados o el tag de actividad en el sitio de Dialnet.) 